# Königsfeld (Mecklenburg)
Königsfeld település Németországban, Mecklenburg-Elő-Pomeránia tartományban. Lakosainak száma 959 fő (2023. december 31.).

## Népesség
A település népességének változása:
| Lakosok száma | 957  | 946  | 955  | 974  | 984  | 959  |
|               | 2014 | 2017 | 2019 | 2021 | 2022 | 2023 |